# Alticola montosa
Alticola montosa је врста волухарице. 

## Распрострањење
Врста је присутна у Пакистану и Индији, тачније провинцијама Кашмир, Џаму и околини.

## Станиште
Станиште врсте су планинске шуме на висинама од 2.600 до 4.300 метара.

## Угроженост
Ова врста се сматра рањивом у погледу угрожености врсте од изумирања.